# غنبر
غنبر هي قرية في مقاطعة أسكو، إيران. عدد سكان هذه القرية هو 3,091 في سنة 2006.